# Овандо, Франсиско Хосе де
Франси́ско Хосе́ де Ова́ндо и Соли́с Рол де Ла Се́рда (исп. Francisco José de Ovando y Solís Rol de La Cerda, 1693 — 9 декабря 1755) — испанский колониальный администратор.

## Биография
Родился примерно в 1693 году в Ка́сересе. В 1710 году вступил в испанскую армию, в 1717 году перешёл в морскую пехоту. В июле 1718 года во время войны четверного альянса принял участие в захвате Сицилии. Впоследствии занимал административные должности.
В 1728 году перешёл во флот, и в звании лейтенанта принял командование над фрегатом «Génova». Два года спустя был отправлен в Кадис изучать судостроение. В 1731 году принял командование над фрегатом «Guipúzcoa», который в составе флота адмирала Корнехо принял участие в нападении на Ливорно. В 1733 году был произведён в капитаны и получил под командование фрегат «Galga», на котором во время войны за польское наследство в составе флота маркиза де Клавихо принял участие в захвате Неаполя. В 1734 году был отправлен на захват крепости Бриндизи, во время которого лично возглавил десантную партию. По возвращении в Неаполь инфант Карлос за выдающуюся доблесть даровал ему титул «маркиз де Бриндизи», произвёл в подполковники и дал под командование 70-пушечный линкор «El León».
В 1736 году получил под командование фрегат «San Cayetano» и был направлен в Веракрус, где стал бороться с пиратами Карибского моря. В 1740 году на барке «Dragón» принял участие в обороне Картахены от британского адмирала Вернона. В 1743 году Овандо был произведён в командующие флотом, и ему была поручена инспекция всех крепостей, гаваней и арсеналов в вице-королевстве Перу.
В 1744 году губернатор Чили Хосе Антонио Мансо де Веласко был повышен до вице-короля Перу. В свою очередь он назначил Овандо временным губернатором Чили. Сопроводив нового вице-короля из Вальпараисо в Перу, Овандо 28 июля 1745 года приступил к своим обязанностям, и выполнял их до 26 марта следующего года, когда прибыл новый губернатор Доминго Ортис де Росас. После этого Овандо немедленно вернулся на флот, совершив на судне «San Fermín» рекогносцировочное плавание к островам Хуан-Фернандес. Оттуда он вернулся в Лиму, где ему пришлось принять участие в ликвидации последствия страшного землетрясения.
В 1750 году Овандо был назначен генерал-губернатором Филиппин, и 20 июля 1750 года прибыл в Манилу. Ввиду слабости испанских позиций по сравнению с окрестными державами, ему пришлось срочно заняться наращиванием вооружённых сил. Он делал импровизированные установки залпового огня из имевшейся устаревшей артиллерии, и строил мелкие суда.
Овандо пришлось иметь дело с султанатом Сулу, продолжая политику своего предшественника. В 1748 году султан Алим ад-дин I был обвинен своими приближенными в происпанской политике и свергнут заговорщиками. Он с семьей бежал на остров Минданао, в испанскую крепость Замбоангу, откуда его переправили в Манилу. В Маниле он в 1750 году был крещён в католическую веру и получил имя «Фердинанд». Испанцы завоевали Сулу, но заподозрили «Фердинанда» в неблагонадёжности, и арестовали его. После этого под власть испанцев перешли острова Балабак и Палаван, но их колонизация шла струдом из-за высокой смертности среди испанских поселенцев.
Из-за своего характера Овандо во время пребывания на посту губернатора постоянно вступал в конфликты с королевской аудиенсией Манилы и местным архиепископом. По окончании губернаторского срока отправился назад в Акапулько на борту галеона «Santísima Trinidad», и скончался во время плавания.

## Память
В честь Франсиско Хосе де Овандо назван город Обандо в филиппинской провинции Булакан.